# Anabolia semenovi
Anabolia semenovi är en nattsländeart som först beskrevs av Martynov 1935.  Anabolia semenovi ingår i släktet Anabolia och familjen husmasknattsländor. Inga underarter finns listade i Catalogue of Life.